# یاسو ساتو
یاسو ساتو (به ژاپنی: Yasue Sato) (زادهٔ ۷ دسامبر ۱۹۷۸) هنرپیشه، و مانکن (فرد) اهل ژاپن است.